# Johan Rheborg
Carl Johan Rheborg (født 5. juni 1963 i Täby) er en svensk komiker, skuespiller og manuskriptforfatter. Han er medlem af komediegruppen Killinggänget.
Inden Johan Rheborg fik sit gennembrud som komiker, var han aktiv i reklamebranchen. Han er nok mest kendt for sin rolle som superhelten Kenny Starfighter, den uansvarlige Percy Nilegård og sine talrige sketches med kollegaen Henrik Schyffert.

## Privatliv
Rheborg er gift og er far til to børn.

## Udvalgt filmografi
- Smash (tv-serie, 1990, ukrediteret)
- I manegen med Glenn Killing (tv-serie, 1992)
- Bert - den sidste uskyld (1995)
- Rederiet (tv-serie, 1998)
- En heks i familien (2000)
- Find dig selv (kortfilm, 2000)
- Cleo (tv-serie, 2002–2003)
- Fire nuancer af brun (2004)
- Håkan Bråkan & Josef (2004)
- LasseMajas detektivbyrå (tv-serie, 2006)
- Kenny begins (2009)
- Hotel Krølle På Halen (tv-serie, 2010)
- Solsidan (tv-serie, 2011-2023)
- Den hundredårige der kravlede ud ad vinduet og forsvandt (2013)
- LasseMajas Detektivbureau: Det første mysterium (2018)
- Storm på Stillevænget (julekalender, 2018)
- En komikers opvækst (2019)
- En del af mit hjerte (2019)
- Nelly Rapp: Monsteragent (2020)
- Orca (2020)
- Partisan (tv-serie, 2020-2022)
- Kamikaze (tv-serie, 2021)
- Carmen Curlers (tv-serie, 2022)
- Nelly Rapp - Dødens spejl (2023)
- Nova & Alice (2024)